# Vladimir Menchov
Pour les articles homonymes, voir Menchov.
Vladimir Valentinovitch Menchov (en russe : Владимир Валентинович Меньшов), né le 17 septembre 1939 à Bakou (alors en URSS) et mort le 5 juillet 2021 à Moscou, est un réalisateur et un acteur soviétique puis russe.

## Biographie
Vladimir Menchov naît à Bakou, fils de Valentin Menchov, officier de la police secrète et Antonina Doubovskaïa, femme au foyer. Il étudie à l'école du cinéma VGIK. Il est connu pour sa façon de dépeindre dans ses films la vie de monsieur tout-le-monde en Russie. Sa filmographie comme acteur est plus abondante que comme réalisateur (cinq films en 2006), mais c'est pour ce dernier aspect qu'il est récompensé d'un Oscar et connu parmi les réalisateurs soviétiques.
Sa comédie L'Amour et les pigeons, histoire d'un fermier qui tombe amoureux d'une élégante citadine, confirme son succès. Dans la décennie qui suit, il s'éloigne de la réalisation et dans quelques rares interviews se montre très critique envers l'industrie du cinéma russe. En 1995, il réalise Chirli-Myrli, une satire qui reflète pratiquement chaque aspect de l'ambiance socio-culturelle et politique de la nouvelle Russie. Sa nostalgie de l'époque soviétique est palpable dans L'Envie des dieux (2000). Décrié par certains comme « trop simple », il a cependant le talent de faire surgir un drame ou une comédie d'une situation « au ras des pâquerettes ».
En 2004, il présente l'émission de télé-réalité Le dernier héros 5 sur Pervi Kanal.
Président du comité des Oscars russe, il s'oppose publiquement à la décision de commission à désigner le Soleil trompeur 3 de Nikita Mikhalkov pour la compétition de 2012. Cette  décision prise selon lui sous l'influence de Mikhalkov à qui il demande de retirer le film,.
En 2014, il remporte un Aigle d'or du second rôle masculin pour son personnage d’Édouard Balachov du drame biographique La Légende 17 de Nikolaï Lebedev, sorti en 2013.
Il meurt le 5 juillet 2021, à l'âge de 81 ans, en raison de complications dues au COVID-19 selon un communiqué de presse du studio de cinéma Mosfilm. Il est inhumé au cimetière de Novodievitchi. Le maire de Moscou, Sergueï Sobianine, et le président Vladimir Poutine expriment leurs condoléances.

### Famille
Son épouse Vera Alentova lui a donné une fille, Ioulia Menchova (en), actrice et animatrice de télévision.

## Filmographie

### Comme réalisateur
- 1968 : Sur la dialectique de la perception de l’art, ou Rêves perdus (К вопросу о диалектике восприятия искусства, или Утрач) — court métrage
- 1976 : La Farce (Розыгрыш)
- 1979 : Moscou ne croit pas aux larmes (Москва слезам не верит)
- 1984 : Amour et Pigeons (Любовь и голуби)
- 1995 : Chirli-Myrli (Ширли-Мырли)
- 1997 : L'Amour pour les tombes patriotiques (Любовь к отеческим гробам) — documentaire
- 2000 : La Jalousie des dieux (Зависть богов)
- 2008 : La Grande valse (Большой вальс) — film inachevé
- 2019 : ВГИК 100

### Comme acteur
- 1986 : Le Coursier (Курьер, Kourier), de Karen Chakhnazarov : Oleg Nikolaevitch, un invité pour l'anniversaire de Katia
- 1987 : Où se trouve nofelet ? : Pavel Golikov
- 1988 : La Petite marionette : Vadim Nikolaïevitch
- 1989 : La Ville zéro (Город Зеро) de Karen Chakhnazarov
- 1991 : Dépression (Depresija) de Aloizs Brenčs : parrain de la mafia
- 1995 : Chirli-Myrli (Ширли-мырли) : président de Russie
- 1997 : Le Tsarévitch Alexis (Царевич Алексей) de Vitali Melnikov : Alexandre Danilovitch Menchikov
- 1998: Composition pour le jour de la victoire (Сочинение ко Дню Победы) de Sergueï Oursouliak : général
- 2002 : Spartacus et Kalachnikov (Спартак и Калашников) de Andreï Prochkine : colonel Egorov
- 2004 : Night Watch : Geser
- 2006 : Day Watch : Geser
- 2007 : Le Code de l'apocalypse de Vadim Chmelev
- 2010 : Fioritures : Iouri Petrovitch Triorgolovitch
- 2013 : Möbius : Tcherkachine
- 2013 : Le Légendaire n°17 (Легенда №17) de Nikolaï Lebedev : Édouard Balachov
- 2018 : Les Derniers Sapins de Noël (Ёлки последние) de Egor Baranov : Gavrilov

### Comme scénariste
- 1995 : Chirli-Myrli (Ширли-Мырли)

### Comme producteur
- 1999 : Service chinois  (Китайский сервиз)
- 2000 : La Jalousie des dieux (Зависть богов)

## Récompenses
- Oscar du meilleur film étranger de 1980 pour Moscou ne croit pas aux larmes. Il n'a pas pu se rendre à la cérémonie du fait des restrictions sur la circulation des personnes alors  en vigueur en URSS.
  - nommé également au Festival international du film de Berlin en 1980 en vue de l'Ours d'or pour Moscou ne croit pas aux larmes.
- Prix pour sa contribution au cinéma international en 1997 au Festival du cinéma russe à Honfleur
- nommé au Festival international du film du Caire en 2000 en vue d'une pyramide d'or (Golden Pyramid) pour La Jalousie des dieux.